# Palácio Arquiepiscopal de Lima

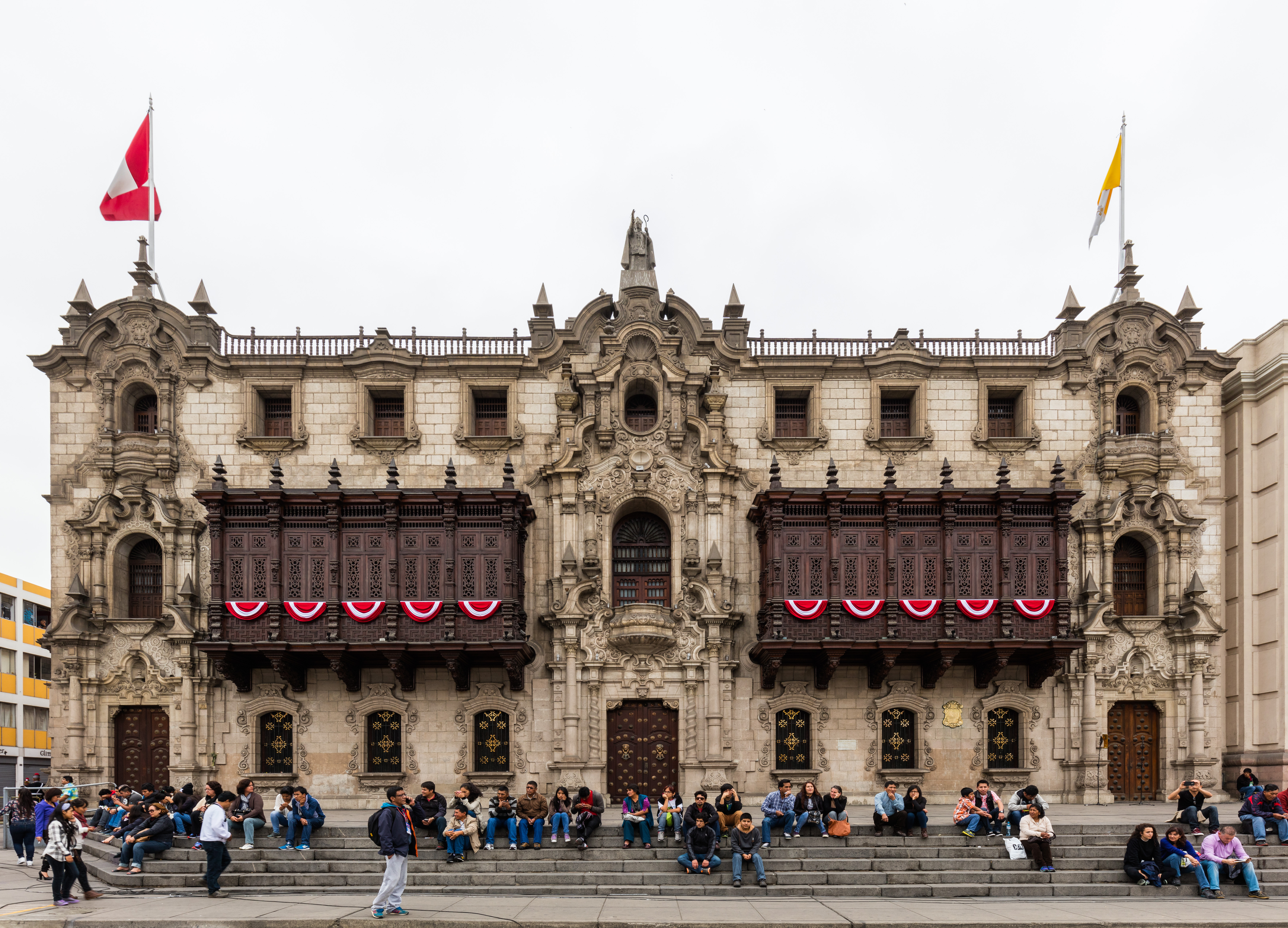
Palácio Arquiepiscopal na Plaza Mayor

O Palácio Arquiepiscopal de Lima, capital do Peru, é a residência do Arcebispo de Lima e sede administrativa da Diocese de Lima. Está localizado na Plaza Mayor, no Centro Histórico de Lima, que é Patrimônio Mundial por declaração da UNESCO.
Foi construído no local que Pizarro estabeleceu para residência do cura da cidade, mas o edifício é obra moderna, tendo sido iniciado em 1922, com projeto de 1916 de Ricardo de Jaxa Malachowski, num estilo neocolonial que se tornou uma voga no Peru até os anos 40. Claudio Sahut, segundo colocado no concurso que escolheu o projeto, também colaborou com sugestões, especialmente para a fachada.
O desenho se inspirou no Palácio de Torre Tagle, adaptando porém o pátio como um vestíbulo com escadaria monumental, mas mantendo outras características no estilo mudéjar. Na fachada se destacam os grandes frontispícios sobre a porta central e as laterais, que continuam desde o primeiro pavimento até o topo do prédio, e as sacadas fechadas em madeira do segundo piso, típicas das construções hispano-mouriscas. O conjunto é uma imitação muito bem sucedida da arquitetura da época colonial.